# 松尾駅 (長崎県)
松尾駅（まつおえき）は、長崎県島原市有明町大三東甲にある島原鉄道島原鉄道線の駅である。

## 歴史
- 1931年（昭和6年）10月1日：松尾町駅（まつおまちえき）として開設。
- 1964年（昭和39年）9月1日：交換設備撤去。
- 1966年（昭和41年）6月1日：業務委託駅化。
- 1968年（昭和43年）3月31日：貨物取扱廃止。
- 1973年（昭和48年）2月1日：無人駅化。
- 1984年（昭和59年）11月：駅舎新築[1]。
- 2019年（令和元年）10月1日：松尾駅（まつおえき）に改称[2]。

## 駅構造
単式ホーム1面1線を有する地上駅である。無人駅。駅舎は設置されていない。ホーム上には、待合所と駐輪場が一体となった建物が置かれている。駅の出入口もこの建物にある。

## 利用状況
2018年度の年間乗車人員は3,310人、降車人員は4,107人であった。
近年の年間乗車人員、降車人員の推移は以下の通り。
| 年度               | 年間 乗車人員 | 年間 降車人員 |
| ------------------ | ------------- | ------------- |
| 2000年（平成12年） | 16,550        | 20,123        |
| 2001年（平成13年） | 14,988        | 16,947        |
| 2002年（平成14年） | 15,592        | 17,833        |
| 2003年（平成15年） | 14,160        | 16,311        |
| 2004年（平成16年） | 14,398        | 16,108        |
| 2005年（平成17年） | 12,443        | 14,219        |
| 2006年（平成18年） | 10,871        | 12,666        |
| 2007年（平成19年） | 8,219         | 9,296         |
| 2008年（平成20年） | 6,197         | 6,855         |
| 2009年（平成21年） | 5,125         | 7,033         |
| 2010年（平成22年） | 4,126         | 5,980         |
| 2011年（平成23年） | 3,557         | 5,223         |
| 2012年（平成24年） | 4,415         | 6,062         |
| 2013年（平成25年） | 4,373         | 6,074         |
| 2014年（平成26年） | 4,428         | 6,528         |
| 2015年（平成27年） | 4,548         | 6,368         |
| 2016年（平成28年） | 3,961         | 5,557         |
| 2017年（平成29年） | 3,679         | 4,754         |
| 2018年（平成30年） | 3,310         | 4,107         |

## 駅周辺
駅西側を国道251号が、駅東側を長崎県道208号礫石原松尾停車場線が並行する。有明海は駅東側にあり、農村公園の近くに漁港がある。
- 松尾漁港
- 松尾農村公園
- 松尾簡易郵便局
- 松崎（有明町）の大楠[4]
- 松音寺（）
- 清華学園
  - 清華こども園
- 国道251号
- 長崎県道208号礫石原松尾停車場線
- 島鉄バス松尾停留所

## 隣の駅
島原鉄道
■島原鉄道線
大三東駅 - 松尾駅 - 三会駅